# Полтергајст 3
Полтергајст 3 (енгл. Poltergeist III) је амерички хорор филм из 1988. режисера и сценаристе Гарија Шермана, рађен по причи Стивена Спилберга. Зелда Рубинстејн и Хедер Огрерк су се вратиле у своје препознатљиве улоге медијума Тангине Баронс и Карол Ен Фрилинг.
Рубинстејн и Огрерк су уједно и једине чланице глумачке поставе из претходна два филма које су се вратиле у овом. Након што је убрзо после снимања Полтергајста 2: Друга страна преминуо Јулијан Бек, лик главног антагонисте серијала, Хенрија Кејна, припао је Нејтану Дејвису. Рубинстејн и Огрерк су се у главним улогама придружили Том Скерит, Ненси Ален и Лара Флин Бојл.
Изненадна смрт Хедер Огрерк у њеној 12. години живота, довела је до спекулација о томе да ли ће филм икада бити завршен, пошто Хедер није стигла да сними последње сцене, а и пре њене смрти била је актуелна прича о проклетству филмског серијала Полтергајст, пошто је троје чланова глумачке поставе већ умрло пре премијере филмова.
Ипак, филм је објављен након пар месеци, али није успео да понови успехе својих претходника. Добио је махом негативне критике и остварио далеко мању зараду од 1. и 2. дела, али ипак успео да заради 5 милиона долара више од свог буџета. Као најсветлија тачка филма издваја се глума Зелде Рубинстејн, која је поново номинована за Награду Сатурн, након што је већ освојила исту управо за улогу Тангине у првом делу.
Након смрти Хедер Огрерк, Зелда је уз велико жаљење изјавила да сматра да серијал треба да настави даље и да је она спремна да се врати у улогу Тангине по 4. пут, али то се никада није десило. Четврти филм који је снимљен у серијалу представља римејк првог дела и нема никакве везе са дешавањима из овог филма.
Као и у случају претходна два дела, издавачка кућа и дистрибутер филма је Метро-Голдвин-Мејер.

## Радња
Породица Фрилинг послала је Карол Ен да привремено живи код Дајанине сестре, Пет у Чикагу. Разлог за то је био да би Карол Ен могла да похађа школу за надарену децу, али Пет мисли да је прави разлог то што Дајана и Стивен само не желе да Карол Ен буде у њиховој кући. Др Ситон инсистира од Карол Ен да разговара с њим о њеним искуствима с полтергајстом и у једној од сеанси с њим Карол Ен поново ступа у контакт с Хенријем Кејном, који ју је прогонио у претходна два филма. Пошто је повратила своје моћи уз помоћ магичне огрлице — амулета, Тангина Баронс, осећа да је Кејн пронашао Карол Ен и моментално се упућује у Чикаго да је поново спасе.
Тангина помоћу огрлице успоставља психолошку везу с Карол Ен и говори јој да разбије огледала како би се одбранила од Кејна, док она не стигне. Међутим, док је Тангина стигла до стана породице Гарднер, Кејн је већ одвукао Карол Ен на другу страну. Тангина објашњава Пет и њеном супругу, Брусу, шта се дешава и како је овога пута она спремна да уништи Кејна својом магичном огрлицом. Када и Тангина и Брус заврше на другој страни, Пет остаје сама и покушава да их пронађе.
На крају, Тангина склапа договор с Кејном да ће га она одвести у светло, а да он врати Карол Ен и Петину породицу. Филм се завршава тако што се Дана, Брус и Карол Ен враћају Пет.
Није откривено да ли је Тангина успела да пронађе свој пут назад са друге стране, али пошто је глумица која је тумачила њен лик у једном интервјуу рекла како је она требало да се врати и у 4. филму, врло је вероватно да јесте.

### Оригинални крај
Оригинални крај филма био је потпуно другачији, али због смрти Хедер Огрерк никада није снимљен до краја. Наиме, Пет је у оригиналном крају вратила огрлицу Тангини, коју је она употребила да уништи Кејна и врати Карол Ен, Дану и Бруса са друге стране. Делови оригиналног краја који су већ били снимљени спојени су у један видео и постављени на Јутјуб.

## Улоге
| Глумац           | Улога            |
| ---------------- | ---------------- |
| Зелда Рубинстејн | Тангина Баронс   |
| Хедер Огрерк     | Карол Ен Фрилинг |
| Том Скерит       | Брус Гарднер     |
| Ненси Ален       | Пет Гарднер      |
| Лара Флин Бојл   | Дона Гарднер     |
| Нејтан Дејвис    | Хенри Кејн       |
| Ричард Фајр      | др Ситон         |
| Кипли Венц       | Скот             |

## Пријем
Филм је добио већином негативне критике. Критичари сајта Rotten Tomatoes оценили су га само са 18%, док му је публика дала нешто више, 22%. На IMDb-у има просечну оцену 4,6/10. Велики број критичара се сложио с тиме да је било неописиво напорно слушати како ликови толико често изговарају име „Карол Ен”.